# Polystichum acutidens
Polystichum acutidens är en träjonväxtart som beskrevs av Christ. Polystichum acutidens ingår i släktet Polystichum och familjen Dryopteridaceae. Inga underarter finns listade.